# Gaesischia araguaiana
Gaesischia araguaiana är en biart som beskrevs av Urban 1968. Gaesischia araguaiana ingår i släktet Gaesischia och familjen långtungebin. Inga underarter finns listade i Catalogue of Life.